# واوت فان آرت
واوت فان آرت (انگلیسی: Wout van Aert؛ زادهٔ ۱۵ سپتامبر ۱۹۹۴) دوچرخه‌سوار اهل بلژیک است.
وی در مسابقات کشوری و بین‌المللی در مجموع برندهٔ ۵ مدال طلا، ۳ مدال نقره، ۲ مدال برنز شده‌است.